# Grund (Nordhalben)
Grund ist ein Gemeindeteil des Marktes Nordhalben im Landkreis Kronach (Oberfranken, Bayern).

## Geographie
Das aus 14 Wohngebäuden bestehende Dorf liegt im tief eingeschnittenen Tal der Rodach und an zwei rechten Zuflüssen, die dort münden, direkt an der thüringischen Grenze. Im Westen ist ein ehemaliger Steinbruch als Geotop ausgezeichnet. Die Kreisstraße KC 23 führt zur Staatsstraße 2198 bei der Bayreuther Schneidmühle (0,6 km südlich) bzw. nach Heinersberg (1,7 km östlich).

## Geschichte
Gegen Ende des 18. Jahrhunderts bestand Grund aus 10 Anwesen. Das Hochgericht übte das bayreuthische Richteramt Lichtenberg aus. Die Grundherrschaft über alle Anwesen hatte das Kastenamt Lichtenberg.
Von 1797 bis 1808 unterstand der Ort dem Justiz- und Kammeramt Naila. Mit dem Ersten Gemeindeedikt wurde Grund dem 1808 gebildeten Steuerdistrikt Steinbach bei Geroldsgrün und der 1818 gebildeten Ruralgemeinde Heinersberg zugewiesen. Am 1. Mai 1978 wurde Grund im Zuge der Gebietsreform in Bayern nach Nordhalben eingemeindet.

### Baudenkmal
- Evangelisch-lutherische Jubilate-Kirche mit Aussegnungshalle

### Einwohnerentwicklung
| Jahr      | 001800 | 001818 | 001861 | 001871 | 001885 | 001900 | 001925 | 001950 | 001961 | 001970 | 001987 |
| Einwohner | 32     | *      | 98 +   | 63     | 52     | 65     | 45     | 45     | 44     | 39     | 3      |
| Häuser    | 7      | *      |        |        | 10     | 12     | 10     | 9      | 9      |        | 1      |
| Quelle    | [ 6 ]  | [ 4 ]  | [ 7 ]  | [ 8 ]  | [ 9 ]  | [ 10 ] | [ 11 ] | [ 12 ] | [ 13 ] | [ 14 ] | [ 15 ] |

## Religion
Der Ort ist seit der Reformation evangelisch-lutherisch geprägt und nach St. Jakobus (Geroldsgrün) gepfarrt. Seit 1925 gibt es in Grund eine evangelische Kirche, die mittlerweile zur Pfarrei Heinersberg-Nordhalben erhoben wurde.